# Owady pirofilne
Owady pirofilne – owady wyspecjalizowane do życia w środowiskach powstałych w wyniku pożarów, dotyczy to głównie pożarów lasów. Pożary takie występują na przykład w sosnowych lasach borealnych (USA, Szwecja) oraz lasach i zaroślach twardolistnych. 
Szwedzkie lasy, w których występują naturalne pożary preferowane są aż przez 50 rodzin chrząszczy (około połowy występujących w tym regionie). Przykładem owadów pirofilnych jest chrząszcz ciemnik czarny (Melanophila acuminata), który potrafi wyczuć dym i ogień nawet z odległości 12 km, a następnie migruje w tym kierunku. Gatunek ten występuje także w Polsce i należy do rodziny bogatkowatych.
Owady pirofilne wykorzystują osłabione pożarem drzewa oraz martwe drewno powstałe w wyniku pożaru.
W Polsce naturalne pożary lasów zdarzają się rzadko.